# Innocenti (cognome)
Innocenti è un cognome di lingua italiana.

## Varianti
D'Innocenzo, Degl'Innocenti, Degli Innocenti, Innocente, Innocentini, Innocenza, Innocenzi, Innocenzo, Nocenti, Nocentini, Nocentino.

## Origine e diffusione
Cognome tipicamente panitaliano, prevale in Toscana, in particolare a Firenze.
Potrebbe derivare dal cognomen latino Innocens, dal prenome Innocente o dal culto verso sant'Innocente e sant'Innocenzio. Il cognome fu anche e soprattutto utilizzato dallo Spedale degli Innocenti per battezzare i bambini orfani che vi venivano affidati.
La variante Degli Innocenti è centro-settentrionale, soprattutto toscana.

## Persone
- Giovanni Innocenti – calciatore italiano
- Giuseppe Innocenti – funzionario e politico italiano
- Luigi Innocenti – imprenditore italiano